# Anibontes longipes
Espèce
Anibontes longipes est une espèce d'araignées aranéomorphes de la famille des Linyphiidae.

## Distribution
Cette espèce est endémique de Géorgie aux États-Unis,.

## Description
Le mâle holotype mesure 2,25 mm et la femelle paratype 2,30 mm.

## Publication originale
- Chamberlin & Ivie, 1944 : Spiders of the Georgia region of North America. Bulletin of the University of Utah, vol. 35, no 9, p. 1-267 (texte intégral).